# Dobindol
Dobindol je naselje v Občini Dolenjske Toplice.

## Izvor krajevnega imena
Sodeč po nemškem imenu Eichental se je krajevno ime razvilo iz Dobni  dol kar vsebuje pridevnik od dób, (občnoimenski pomen za vrsto hrasta Dob), ki se je v rednem jezikovnem razvoju razvila iz slovanske besede 
dǫbъ v pomenu listnato drevo, hrast in dôl, manjša dolina. V starih listinah se v letih 1763−1787 kraj omenja kot Dobindo oder Eichental, Dobindol, Eichendol in Eichendorf.